# Adán y Eva
Adán y Eva è un singolo del rapper argentino Paulo Londra, pubblicato il 5 novembre 2018 come quarto estratto dal primo album in studio Homerun.
Ai Premios Gardel 2019 ha trionfato come Miglior canzone o album di musica urban/trap.

## Video musicale
Il video musicale, reso disponibile in concomitanza con l'uscita del brano, è stato diretto da Jackalope.

## Tracce
Testi e musiche di Paulo Ezequiel Londra, Cristian Salazar e Daniel Oviedo.
1. Adán y Eva – 4:18

## Formazione
- Paulo Londra – voce
- Ovy on the Drums – produzione, ingegneria del suono
- Colin Leonard – mastering
- Jaycen Joshua – missaggio

## Classifiche

### Classifiche settimanali
| Classifica (2018-22) | Posizione massima |
| -------------------- | ----------------- |
| Argentina            | 1                 |
| Belgio (Vallonia)    | 27                |
| Colombia             | 2                 |
| Italia               | 18                |
| Messico              | 2                 |
| Paraguay             | 96                |
| Perù                 | 89                |
| Portogallo           | 66                |
| Spagna               | 1                 |
| Svizzera             | 47                |

### Classifiche di fine anno
| Classifica (2018) | Posizione |
| ----------------- | --------- |
| Spagna            | 91        |
| Classifica (2019) | Posizione |
| Argentina         | 3         |
| Colombia          | 6         |
| Italia            | 37        |
| Spagna            | 11        |
| Uruguay           | 3         |